# Грушевый сидр

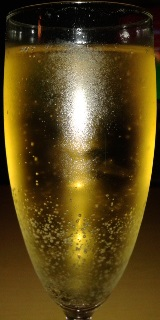
Газированный пуаре из Нормандии

Грушевый сидр (пуаре́; устар. простонарод. буза) — слабоалкогольный напиток из сброженного сока груши, аналог яблочного сидра. Национальные названия — перри (perry) в США и Великобритании, пуаре (poiré) во Франции, перада (perada) в Испании.

## История
Английские графства Глостершир, Херефордшир и Вустершир (а также прилегающая к ним южная часть Уэльса) специализировались на производстве перри ещё в начале XVII века. Регулярные в XVIII веке войны с Францией затрудняли поставки вина с континента и способствовали расцвету моды на местный перри. Однако в XX веке сокращение площади грушевых садов и непродолжительный срок хранения традиционного перри привели к существенному сокращению объёмов его производства.
В конце XX века производители алкоголя в Великобритании, Австралии, Швеции и других странах стали предпринимать меры по возрождению популярности грушевого сидра и запустили на рынок немало новых марок напитка, в том числе ориентированных на молодёжь.
В современных Франции и Бельгии грушевый сидр, как и яблочный, чаще всего слегка газируют и разливают в бутылки, сходные по форме с традиционными бутылками шампанского вина из Шампани. В Великобритании перри поступает в продажу в бутылках, напоминающих бутылки со светлым пивом.

## Описание
Грушевый сидр похож на яблочный как по способу производства, так и по ключевым характеристикам, например, содержание спирта — от 5 до 8,5 об.%. В отличие от обычного сидра, грушевый содержит много сахара (в том числе в форме сорбитола). Современные производители нередко подмешивают в грушевый сок сахарный сироп для улучшения потребительских свойств напитка.
| Тип               | Кислотность, % | Содержание танина, % | Сорт                  |
| ----------------- | -------------- | -------------------- | --------------------- |
| Сладкие           | < 0,3          | < 0,1                | Барнет, Красная груша |
| Среднегорькие     | 0,3 — 0,45     | 0,1 — 0,2            | Блейкни Ред, Джин     |
| Островато-горькие | > 0,45         | < 0,2                | Батт, Барленд         |
| Среднеострые      | 0,3 — 0,45     | < 0,1                | Бренди, Хендр Хаффкап |
| Острые            | > 0,45         | < 0,1%               | Желтая шапочка        |